# سوریا (بازیگر)
سوریا (انگلیسی: Suriya؛ زادهٔ ۲۳ ژوئیهٔ ۱۹۷۵) هنرپیشه و تهیه‌کننده اهل کشور هند است. وی از سال ۱۹۹۷ میلادی تاکنون مشغول فعالیت بوده‌است و معمولاً در فیلم‌های تامیلی زبان بازی می‌کند. از فیلم‌هایی که وی در آن نقش داشته‌است می‌توان به دوستان اشاره کرد.

## فیلم‌شناسی
فهرست برخی از فیلم‌هایی که سوریا در آنها به ایفای نقش پرداخته‌است:
- دوستان
- گجینی
- حس هفتم
- سه نقطه
- نترس
- سینگام
- سینگام ۲
- سینگام ۳
- آداوان
- خالق
- متناوب
- ان‌جی‌کی
- ازدحام جمعیت
- لشکر فیل‌ها
- محافظ
- شجاعت
- شش
- روزی در چنای
- موشک سازی: اثر نامبی
- برای محافظت
- رو در رو
- مرد خوش‌تیپ
- پسر اجداد
- عشق گذشته
- همیشه بی‌پروا
- نیزه
- دیوانه
- آن مرد، این مرد